# 1924. évi téli olimpiai játékok
Az 1924. évi téli olimpiai játékok, később adott hivatalos nevén az I. téli olimpiai játékok egy több sportot magába foglaló nemzetközi sportesemény volt, melyet 1924. január 25. és február 5. között rendeztek meg a franciaországi Chamonix-ban. Hivatalosan Semaine Internationale des Sports d'Hiver (Télisportok Nemzetközi Hete) néven szerepelt az 1924. évi nyári olimpiai játékokkal, a Mont Blanc lábánál.
Chamonix olimpiáját a Francia Olimpiai Bizottság rendezte meg, a várost a Nemzetközi Olimpiai Bizottság jelölte ki, mint az első téli olimpiai játékok házigazdáját.
1924-től egészen 1992-ig a téli olimpiákat a nyáriakkal megegyező években tartották.

## Fontosabb események

### Előzmények
Bár a műkorcsolya és a jégkorong mind Londonban, mind Antwerpenben szerepelt, a téli sportok űzését azok szezonja szabályozta. 1921-ben a NOB lausanne-i ülésén a téli sportok egységesítésére érkezett egy javaslat, ezért megállapodás született; megrendezik a téli sportok nemzetközi hetét 1924-ben, Chamonix-ban.

### Második nap
A téli olimpiai játékok első aranyérmét Charles Jewtraw nyerte a nyitóversenyszámban, az 500 méteres gyorskorcsolyában. Ezen versenyszámok legtöbbjét Julius Skutnabb és Clas Thunberg nyerte.

### Negyedik nap
Sonja Henie, a mindössze 11 éves norvég szerepelt a műkorcsolya női versenyszámában. Bár utolsó lett, híressé vált, rajongói lettek, és a következő három téli olimpián aranyérmet nyert.

### Hatodik nap
Gillis Grafström hozva korábbi jó formáját, sikeresen megvédte a nyári olimpiai bajnok címét a téli sportünnepen.

### Nyolcadik nap
A kanadai jégkorong csapat négy győzelmet aratott 110-3 arányban Svájc, Csehszlovákia, Svédország és Nagy-Britannia fölött.

### Tizedik nap
Hasonlóan Gillis Grafströmhöz, a Kanada jégkorong csapata is folytatta nyári olimpiai sikersorozatát, sikeresen megvédték olimpiai bajnok címüket. A következő hét olimpiát kanadai dominancia jellemezte, hat aranyérmet nyertek.

### Az olimpia visszhangjai
A záróünnepségen egy díjat osztottak ki, mely nem szerepelhet az olimpiákon: Pierre de Coubertin elismerését fejezte ki a hegymászó Charles Granville Bruce-nak, annak a csapatnak a vezetőjének, mely 1922-ben megkísérelte megmászni a Mount Everestet.
1925-ben a Nemzetközi Olimpiai Bizottság döntést hozott; minden négy évben megrendezik a téli olimpiai játékokat függetlenül nyári társától, és a télisportok nemzetközi hetét a továbbiakban az első téli olimpiai játékokként említik.
1974-ben osztották ki az 1924-es téli olimpia utolsó érmét. Anders Haugen, akit addig az olimpiai játékok történelme negyedikként jegyzett a síugró versenyszámokban, bronzérmet kapott. Ötven évvel később hibát találtak Thorleif Haug, a bronzérem nyertesének ugrásában, így helyet cseréltek az éremtáblázaton.
2006-ban a NOB visszamenőleg osztotta ki az 1924-es curling első három helyezettjének érmeit. A NOB hivatalos olimpiai sportnak nyilvánította a curlinget ezen az olimpián is.

## Helyszínek
- La Piste de Bobsleigh des Pellerins
- Stade Olympique de Chamonix

## Versenyszámok
A Chamonix-i olimpián 9 sportág illetve szakág 16 versenyszámában osztottak érmeket. Számos forrás nem sorolja a curlinget és a military patrolt a hivatalos versenyszámokhoz - még bemutató sportágként sem. 2006-ban a NOB hivatalos eseményeknek nyilvánította ezen versenyszámokat, és az éremtáblázatokba is belekerültek ezen versenyek eredményei.
| Sportág / Szakág | Versenyszámok száma | Versenyszámok száma | Versenyszámok száma | Versenyszámok száma |
| Sportág / Szakág | Férfi               | Női                 | Vegyes              | Összes              |
| ---------------- | ------------------- | ------------------- | ------------------- | ------------------- |
| Bob              | 1                   | 0                   | 0                   | 1                   |
| Curling          | 1                   | 0                   | 0                   | 1                   |
| Északi összetett | 1                   | 0                   | 0                   | 1                   |
| Gyorskorcsolya   | 5                   | 0                   | 0                   | 5                   |
| Jégkorong        | 1                   | 0                   | 0                   | 1                   |
| Military patrol  | 1                   | 0                   | 0                   | 1                   |
| Műkorcsolya      | 1                   | 1                   | 1                   | 3                   |
| Sífutás          | 2                   | 0                   | 0                   | 2                   |
| Síugrás          | 1                   | 0                   | 0                   | 1                   |
| Összesen         | 14                  | 1                   | 1                   | 16                  |

## Menetrend
| ● | Megnyitó ünnepség | ● | Versenynap | ● | Döntő(k) | ● | Záró ünnepség |

| jan./febr.          | 25 | 26 | 27 | 28 | 29 | 30 | 31 | 1  | 2  | 3  | 4  | 5  | Összesen |
| ------------------- | -- | -- | -- | -- | -- | -- | -- | -- | -- | -- | -- | -- | -------- |
| Ünnepségek          | ●  |    |    |    |    |    |    |    |    |    |    | ●  |          |
| Bob                 |    |    |    |    |    |    |    |    |    | 1  |    |    | 1        |
| Curling             |    |    |    |    |    | 1  |    |    |    |    |    |    | 1        |
| Északi összetett    |    |    |    |    |    |    |    |    |    |    | 1  |    | 1        |
| Gyorskorcsolya      |    | 2  | 3  |    |    |    |    |    |    |    |    |    | 5        |
| Jégkorong           |    |    |    |    |    |    |    |    | 1  |    |    |    | 1        |
| Military patrol     |    |    |    |    | 1  |    |    |    |    |    |    |    | 1        |
| Műkorcsolya         |    |    |    |    | 1  | 1  | 1  |    |    |    |    |    | 3        |
| Sífutás             |    |    |    |    |    | 1  |    |    | 1  |    |    |    | 2        |
| Síugrás             |    |    |    |    |    |    |    |    |    |    | 1  |    | 1        |
| Összes aznapi döntő | 0  | 2  | 3  | 0  | 2  | 3  | 1  | 0  | 2  | 1  | 2  | 0  | 16       |
| Összesítés          | 0  | 2  | 5  | 5  | 7  | 10 | 11 | 11 | 13 | 14 | 16 | 16 |          |
| jan./febr.          | 25 | 26 | 27 | 28 | 29 | 30 | 31 | 1  | 2  | 3  | 4  | 5  | Összesen |

## Részt vevő nemzetek

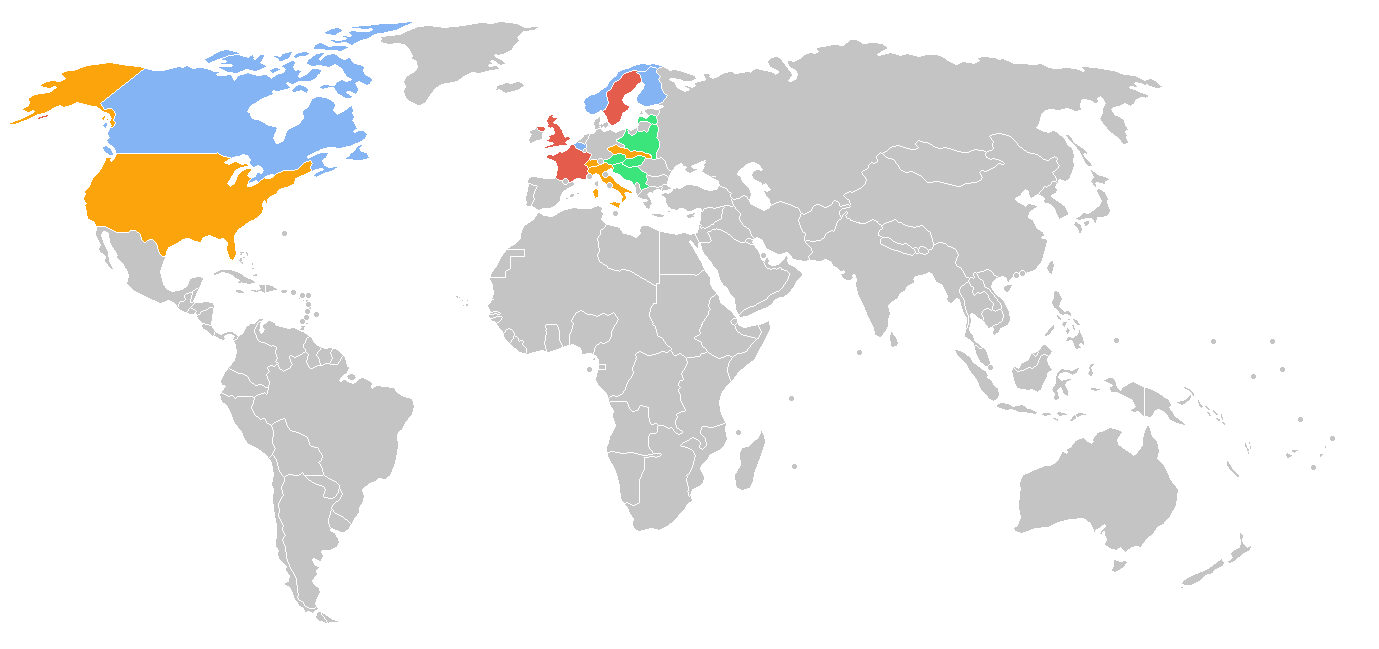
A részt vevő nemzetek. Zöld: kevesebb, mint 11 sportoló; kék: 11-20; narancs: 21-30; piros: több, mint 30.

Az I. téli olimpiai játékokon 16 nemzet sportolói képviselték hazájukat.
- Ausztria (AUT) (4 – 2 férfi, 2 nő)
- Belgium (BEL) (18 – 17 férfi, 1 nő)
- Csehszlovákia (TCH) (27 – 27 férfi)
- Egyesült Államok (USA) (24 – 22 férfi, 2 nő)
- Finnország (FIN) (18 – 17 férfi, 1 nő)
- Franciaország (FRA) (43 – 41 férfi, 2 nő)
- Jugoszlávia (YUG) (4 – 4 férfi)
- Kanada (CAN) (12 – 11 férfi, 1 nő)
- Lengyelország (POL) (7 – 7 férfi)
- Lettország (LAT) (2 – 2 férfi)
- Magyarország (HUN) (4 – 4 férfi)
- Nagy-Britannia (GBR) (44 – 41 férfi, 3 nő)
- Norvégia (NOR) (14 – 13 férfi, 1 nő)
- Olaszország (ITA) (23 – 23 férfi)
- Svájc (SUI) (30 – 30 férfi)
- Svédország (SWE) (31 – 31 férfi)

 Észtország (EST) egy gyorskorcsolyázója a nemzeti zászlaja alatt részt vett a megnyitóünnepségen, de később nem indult a versenyszámában.

## Éremtáblázat
| Az 1924. évi téli olimpiai játékok éremtáblázata | Az 1924. évi téli olimpiai játékok éremtáblázata | Az 1924. évi téli olimpiai játékok éremtáblázata | Az 1924. évi téli olimpiai játékok éremtáblázata | Az 1924. évi téli olimpiai játékok éremtáblázata | Olimpia  |
| ------------------------------------------------ | ------------------------------------------------ | ------------------------------------------------ | ------------------------------------------------ | ------------------------------------------------ | -------- |
|                                                  | Ország                                           | Arany                                            | Ezüst                                            | Bronz                                            | Összesen |
| 1.                                               | Norvégia (NOR)                                   | 4                                                | 7                                                | 6                                                | 17       |
| 2.                                               | Finnország (FIN)                                 | 4                                                | 4                                                | 3                                                | 11       |
| 3.                                               | Ausztria (AUT)                                   | 2                                                | 1                                                | 0                                                | 3        |
| 4.                                               | Svájc (SUI)                                      | 2                                                | 0                                                | 1                                                | 3        |
| 5.                                               | Egyesült Államok (USA)                           | 1                                                | 2                                                | 1                                                | 4        |
| 6.                                               | Nagy-Britannia (GBR)                             | 1                                                | 1                                                | 2                                                | 4        |
| 7.                                               | Svédország (SWE)                                 | 1                                                | 1                                                | 0                                                | 2        |
| 8.                                               | Kanada (CAN)                                     | 1                                                | 0                                                | 0                                                | 1        |
|                                                  |                                                  |                                                  |                                                  |                                                  |          |
| 9.                                               | Franciaország (FRA)                              | 0                                                | 0                                                | 3                                                | 3        |
| 10.                                              | Belgium (BEL)                                    | 0                                                | 0                                                | 1                                                | 1        |
|                                                  |                                                  |                                                  |                                                  |                                                  |          |
| Összesen                                         | Összesen                                         | 16                                               | 16                                               | 17                                               | 49       |